# Raorchestes graminirupes
Espèce
Synonymes
- Philautus graminirupes Biju & Bossuyt, 2005
- Pseudophilautus graminirupes (Biju & Bossuyt, 2005)

Statut de conservation UICN

 VU D2 : Vulnérable
Raorchestes graminirupes  est une espèce d'amphibiens de la famille des Rhacophoridae.

## Répartition
Cette espèce est endémique de l'État du Kerala en Inde. Elle n'est connue que sur le mont Ponmudi où elle est présente à environ 1 030 m d'altitude dans le sud des Ghâts occidentaux,.

## Description
Pseudophilautus graminirupes mesure de 21 à 23 mm pour les mâles et de 27 à 30 mm pour les femelles. Son dos est brun gris avec des taches noires irrégulières et une bande brun foncé entre les yeux. Son aine est vermiculé de brun jaune teinté de bleu vert. Son ventre est gris clair avec des taches brun foncé de tailles variées formant au niveau de la gorge un motif vermiculé.

## Reproduction
Les œufs, entre 30 et 40 par ponte, sont pondus dans les végétaux. Ils sont blanc uniforme et protégés par une sorte de gelée dense. Leur diamètre est d'environ 4,9 mm plus ou moins 0,5 mm. Le développement ne passe pas par un stade larvaire, c'est une petite grenouille qui sort de l'œuf au bout d'environ 24 jours.

## Étymologie
Son nom d'espèce, du latin graminis, « herbe », et rupes, « rocher », fait référence à son biotope.

## Publication originale
- Biju & Bossuyt, 2005 : Two new Philautus (Anura: Ranidae: Rhacophorinae) from Ponmudi Hill in the Western Ghats of India. Copeia, vol. 2005, no 1, p. 29-37 (texte intégral).